# Amphicoecia phasmatica
Amphicoecia phasmatica är en fjärilsart som beskrevs av Edward Meyrick 1937. Amphicoecia phasmatica ingår i släktet Amphicoecia och familjen vecklare. Inga underarter finns listade i Catalogue of Life.